# Son Nuestros Hijos
Son Nuestros Hijos (SNH) es una asociación española constituida en Madrid el 29 de agosto de 2013. Traza su origen a una plataforma creada en 2008 por parejas homoparentales para reivindicar el acceso al registro civil de sus hijos nacidos por gestación subrogada. La asociación agrupa a familias heteroparentales, homoparentales y monoparentales que recurren a la técnica de reproducción asistida de la gestación subrogada o subrogación gestacional para acceder a la paternidad y maternidad. 

## Ámbito territorial
La asociación desarrolla principalmente sus funciones en el territorio nacional español.

## Objetivos
- Reivindicar la gestación subrogada como derecho reproductivo de las familias que no pueden gestar a sus hijos, junto con la Asociación por la Gestación Subrogada en España.
- Fomentar el conocimiento y el acceso a información relativa a los distintos medios para acceder a la maternidad o paternidad, así como sus aspectos médicos, éticos, psicológicos y jurídicos.[2]
- Reivindicar el acceso al registro civil de los hijos nacidos mediante gestación subrogada.[3]
- Reivindicar el trato igualitario de las familias que recurren a la gestación subrogada.
- Reivindicar la regulación de la gestación subrogada en España.[4]
- Visibilizar sus modelos de familia.[5]
- Fomentar la visibilidad de la gestación subrogada en la sociedad.

## Organización
Según sus estatutos la SNH regula su funcionamiento de acuerdo con los principios democráticos declarándose independiente de cualquier grupo, avocación o partido político, confesión religiosa o de cualquier otra índole. Sus miembros no pueden ser discriminados por razón de sexo, raza, religión o cualquier otra característica personal protegida por la legalidad vigente.
Su gobierno y administración están a cargo de la Asamblea General de Socios como órgano supremo y de su Junta Directiva como órgano colegiado de dirección permanente.

## Historia
En octubre de 2008 nacían los hijos mellizos de un matrimonio formado por dos varones en la ciudad de San Diego (Estados Unidos), concebidos mediante gestación subrogada. Las autoridades locales emitieron los correspondientes certificados de nacimiento en el que ambos varones figuraban como padres. Más tarde dicha pareja inició los trámites administrativos para inscribir a sus hijos como ciudadanos españoles cumpliendo con el art. 86 del Reglamento de Registro Civil pero el cónsul y responsable del registro, Inocencio Arias, denegó la solicitud con el argumento de que los acuerdos de gestación por subrogación son nulos según la ley de reproducción asistida española. Al tratarse de un matrimonio formado por dos hombres se sobreentendía que los hijos habían nacido por gestación subrogada; sin embargo previamente se habían inscrito en el registro a hijos de parejas heterosexuales nacidos mediante la misma técnica de reproducción asistida. Entendiendo que existía un caso de discriminación el matrimonio presentó un recurso ante la Dirección General de los Registros y del Notariado del Ministerio de Justicia y movilizó a los medios de comunicación y distintas instituciones para visibilizar su caso. Esto originó un movimiento de visibilización de la técnica de la gestación subrogada y de las familias homoparentales que pronto se comenzó a concretar como un foro de ayuda mutua y de reivindicación formado por familias homosexuales.
El movimiento fue creciendo formando una plataforma en línea de familias homoparentales en 2010 y aceptando en 2013 también a familias heteroparentales interesadas en la técnica de gestación subrogada. A finales de 2013 el movimiento se concretó formalmente dando lugar a la asociación sin ánimo de lucro Son Nuestros Hijos y multiplicando sus apariciones en los medios de comunicación.
El 9 de julio de 2014 representantes de la asociación "Son Nuestros Hijos" se reúnen con representantes del Ministerio de Justicia para tratar la situación legal en España de los niños nacidos mediante gestación subrogada en el extranjero. El ministerio se compromete a mejorar la Ley de Registro Civil para posibilitar la inscripción en el registro de los niños nacidos  en el extranjero mediante esta técnica reproductiva. En Ministerio de Justicia emite nota de prensa Archivado el 2 de abril de 2015 en Wayback Machine. al respecto.
El 14 de marzo de 2016 el vicepresidente de la asociación comparece en la Sesión de la Comisión de Políticas Sociales y Familia de la Asamblea de Madrid (ver a partir de la página 8799 del Diario de Sesiones), para debatir y aprobar la discusión en el Pleno de la Asamblea de Madrid una Proposición No de Ley (PNL 51/16), para que el Gobierno de la Comunidad de Madrid inste al Gobierno de España a regular de forma inmediata la gestación subrogada. El 17 de marzo de 2016 se debate y vota en el pleno de la Asamblea la PNL 51/16, que contra todo pronóstico resulta rechazada por 62 votos a favor ( Ciudadanos y PP ) y 64 en contra (PSOE, Podemos y ruptura de disciplina de voto de 3 diputados del PP)